# Ancognatha ustulata
Ancognatha ustulata är en skalbaggsart som beskrevs av Hermann Burmeister 1847. Ancognatha ustulata ingår i släktet Ancognatha och familjen Dynastidae. Inga underarter finns listade i Catalogue of Life.